# Ruine Eldena im Riesengebirge
Ruine Eldena im Riesengebirge, auch Ruine im Riesengebirge, ist ein auf 1830/34 datiertes Gemälde von Caspar David Friedrich. Das Bild in Öl auf Leinwand im Format 103 cm × 73 cm befindet sich im Pommerschen Landesmuseum Greifswald.

## Bildbeschreibung
In dem Gemälde führt der Maler in der Bildregie das Auge auf einen Weg, der links im Vordergrund beginnt und an dessen Ausgangspunkt ein bizarres Wurzelgebilde liegt. Der Weg schlägt einen Haken und führt schließlich in Richtung Bildmitte zu einem schilfgedeckten Bauernhaus. Davor stehen zwei Männer mit einem Hund auf einem sandigen Areal. Von rechts schiebt sich eine Sumpflandschaft in eine Senke, die über zwei Drittel des Vordergrundes reicht. Das Sumpfwasser spiegelt die Silhouetten der beiden Männer. Hinter dem Bauernhaus baut sich ein Waldriegel über den gesamten Mittelgrund auf. Scheinbar zugehörig zum Bauernhaus bildet der Chor einer Kirchenruine das Bildzentrum. Weiteres Gemäuer der Ruine ragt rechts aus dem Wald empor. Der mit Binnenzeichnung gemalte Teil der Landschaft schließt mit einem flachen Bergrücken ab, teilt bei etwa einem Drittel das Bild. Im dunstigen Hintergrund steigt ein Mittelgebirge in rhythmisch gedrängten Kammlinien und Farbflächen auf, die vom dunklen Oliv hin zu zart violetten Tönen wandern. Der prachtvolle Abendhimmel mischt das Violett unter eine leuchtend gelbe Illumination.

## Bilddeutung
Das Gemälde wird aus religiöser und biografischer Sicht sowie als Konstruktionsbild interpretiert. Mit keiner anderen Landschaftskomposition verblüfft Friedrich sein Publikum mehr als mit dieser Kompilation der nahe am Ostseestrand liegenden Greifswalder Klosterruine Eldena und des geografisch weit von der Küste entfernten Riesengebirges. Otto Schmitt hat 1931 als erster das Puzzle unterschiedlichster Landschafts- und Architekturteile entdeckt. Erst durch die Bestimmung der Naturstudien, die der Maler verwendete, wurde die topografische Differenz erkennbar. Die spätere Forschung konzentriert sich auf die Frage, welchen Sinn Friedrich diesem Capriccio mitgegeben hat.

### Wehmütige Erinnerung
Eine genaue Datierung des Gemäldes war bislang nicht möglich, sie reicht von 1830 bis 1834. Friedrich lebte in dieser Zeit in Dresden, war mit seiner Arbeit nur noch wenig erfolgreich und von Krankheiten geplagt. Da liegt es nahe, dem Gemälde einen Ausdruck wehmütiger Erinnerung zu unterstellen und „seine erste Heimat an der Ostsee mit der zweiten zu vereinigen, die er sich von Dresden aus erwanderte“.  Unterstützt wird dieser Heimatbezug durch die Vermutung, dass sich das Bild im Besitz von Friedrichs Bruder Adolf in Greifswald befunden haben soll und für diesen als Geschenk gedacht war. Helmut Börsch-Supan setzt für das Verständnis des Bildes auch die Kenntnis von der überlieferten, aber nicht nachgewiesenen schlesischen Herkunft der Vorfahren des Malers voraus, die mit den Riesengebirgspartien der Schneegruben und des Reifträgers in Verbindung zu bringen ist. Die Abendstimmung kann die Heimkehr zu Gott am Ende des Lebensweges anzeigen, das Gebirge im Hintergrund die Jenseitsvisionen und der dürre Ast im Vordergrund ein Memento mori.

### Konstruktionsbild

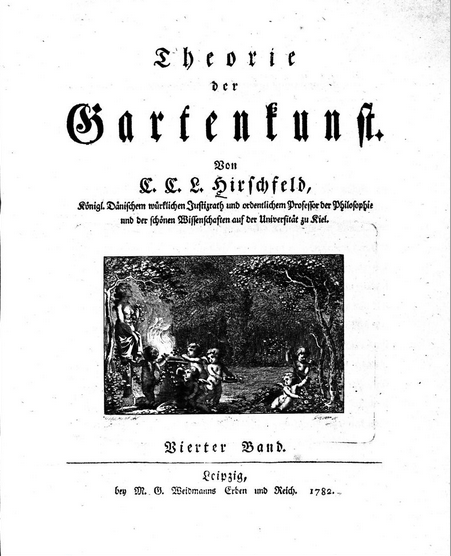
Hirschfelds Theorie der Gartenkunst

Die Interpretation der Ruine im Riesengebirge als Konstruktionsbild stützt sich auf eine Textentsprechung in Christian Cay Lorenz Hirschfelds Theorie der Gartenkunst. Nach Hirschfeld gelingt es, durch die „Mischung der Gegenden“ eine „Composition zusammengesetzter Bewegung“ entstehen zu lassen, „wo Gegenstände von verschiedenen Einwirkungskräften auf einmal wahrgenommen werden“. Zum Bild ist ein Referenztext auffindbar:

„Wir sehen, wie die Natur Gegenden von verschiedenen Charakteren und Einwirkungen bildet. Allein diese natürlichen Charaktere können noch auf eine mannigfaltige Weise durch die Hand des Menschen verstärkt werden. So kann eine muntre Gegend durch eine Schäferhütte oder ein Landhaus, eine melancholische durch ein Kloster oder eine Urne, eine romantische durch gothische Ruinen, […] sehr viel Einwirkung gewinnen. Wenn diese Gebäude und Monumente mit den Gegenden, für welche sie sich ihrer Natur nach schicken, in Verbindung gebracht werden: so theilen Gebäude und Gegenden einander ihre Kräfte mit, ihre Charaktere werden deutlicher, und es entsteht eine Vereinigung von Begriffen und Bildern, die mit einem völlig bestimmten und mächtigen Eindruck auf die Seele wirken. […] Jeder Gegenstand und jede Richtung desselben sey so, daß bey aller Gegenwart und Mannigfaltigkeit anderer Gegenstände, die zugleich wahrgenommen werden, doch immer die Eindrücke aller gleichsam in einer ununterbrochenen Linie auf einen Punkt zusammenlaufen, wo sie sich durch ihre Mischung ergeben und verstärken.“

Demnach sollen in dem Gemälde für ein Stimmungscapriccio Elemente einer munteren und einer romantischen zu einer unbeschreiblichen, aber wirkungsvollen Gegend zusammengeführt werden. Die Vorstudie dazu ist bereits im Sommer 1815 entstanden. Wenn Friedrich in dem Bild dem Hirschfeld-Text folgt, dann hat der Gebirgshintergrund mit der Mischung der Motive nur indirekt zu tun, sondern entspricht vermutlich Hirschfelds Empfehlung, „die liebliche Erscheinung bey dem Aufgang und Untergang der Sonne, die Wirkungen des Lichts zwischen Felsen und Bergen, die Anmuth zufälliger Beleuchtungen und Verdunklungen, der sanfte Reiz duftiger Entfernungen“, in die Darstellung einzubeziehen.
Bei der Restaurierung des Gemäldes im Jahr 2003 wurden bei der Untersuchung des Bilduntergrundes mittels Infrarot-Reflektografie im Bereich der Sumpflandschaft übermalte Fischernetze entdeckt.  Damit gab es für den Maler offenbar noch weitere Optionen der "Mischung" der Motive.

## Skizzen und Studien
Der Gebirgszug im Hintergrund entspricht seitenverkehrt der Zeichnung auf dem Blatt Blick auf die Schneegruben und den Reifträger von Hainbergshöh und zwei Felsenstudien vom 14. Juli 1810, entstanden während einer Wanderung im Riesengebirge. Die hinzugefügten Notizen "weiter als Vordergrund" und "die Linien müssen sich noch mehr in die Länge dehnen das Licht streift am Saume der Berge hin" deuten darauf hin, dass sich der Maler über die Weiterverwendung der Naturstudie bereits im Klaren war. Für die Architektur findet die Zeichnung Die Ruine Eldena mit schilfgedecktem Bauernhaus und Teich Verwendung, gefertigt während der Rügenreise im Sommer 1815. Dieses Blatt gilt als Vorstudie für das Gemälde. Der Ast im Vordergrund stammt von der Zeichnung Astwerk, datiert auf den Zeitraum 1807–1812 und ist auf mehreren Gemälden eingesetzt u. a. auf dem Ölbild Landschaft mit Regenbogen. Die für den Weg verwendete Zeichnung ist verschollen, aber ebenfalls mehrfach verwendet, u. a. bei dem Ölbild Böhmische Landschaft mit dem Milleschauer.

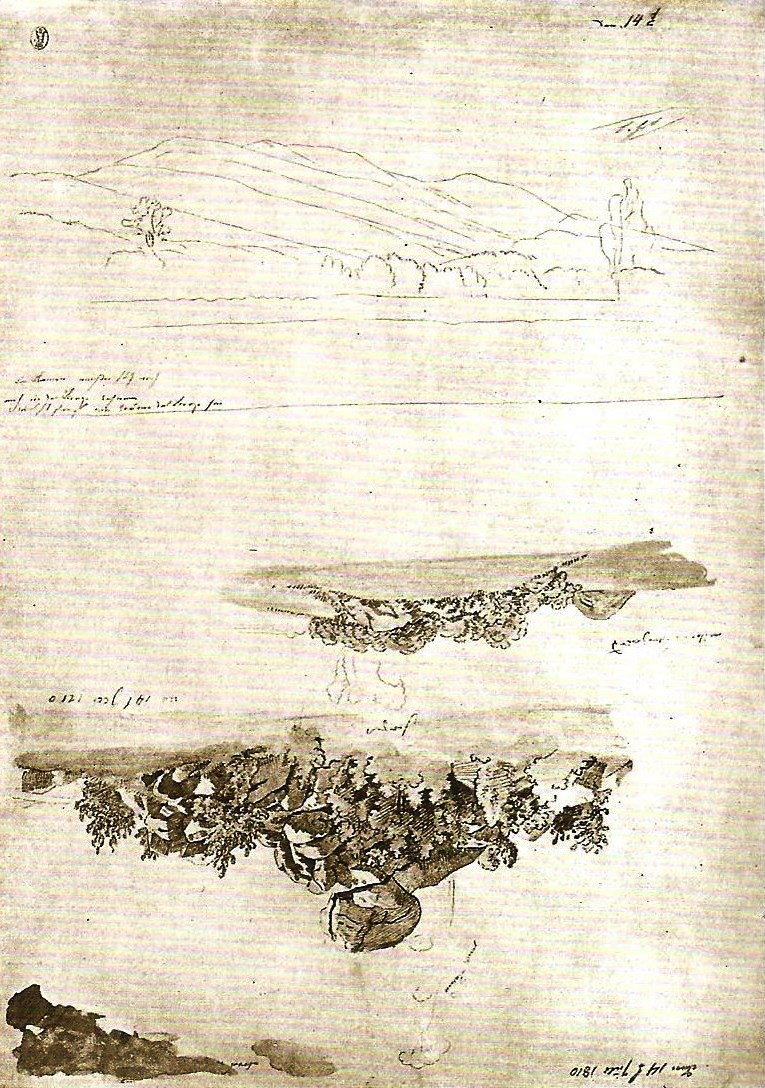
Caspar David Friedrich: Blick auf die Schneegruben, 1810
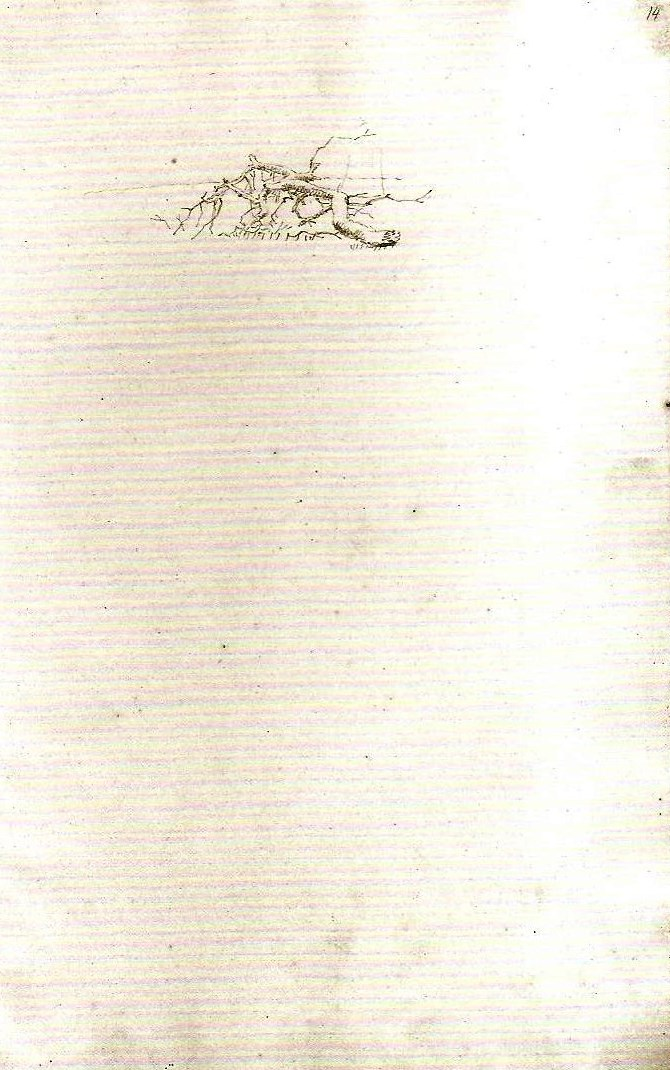
Caspar David Friedrich: Astwerk, um 1807–1812
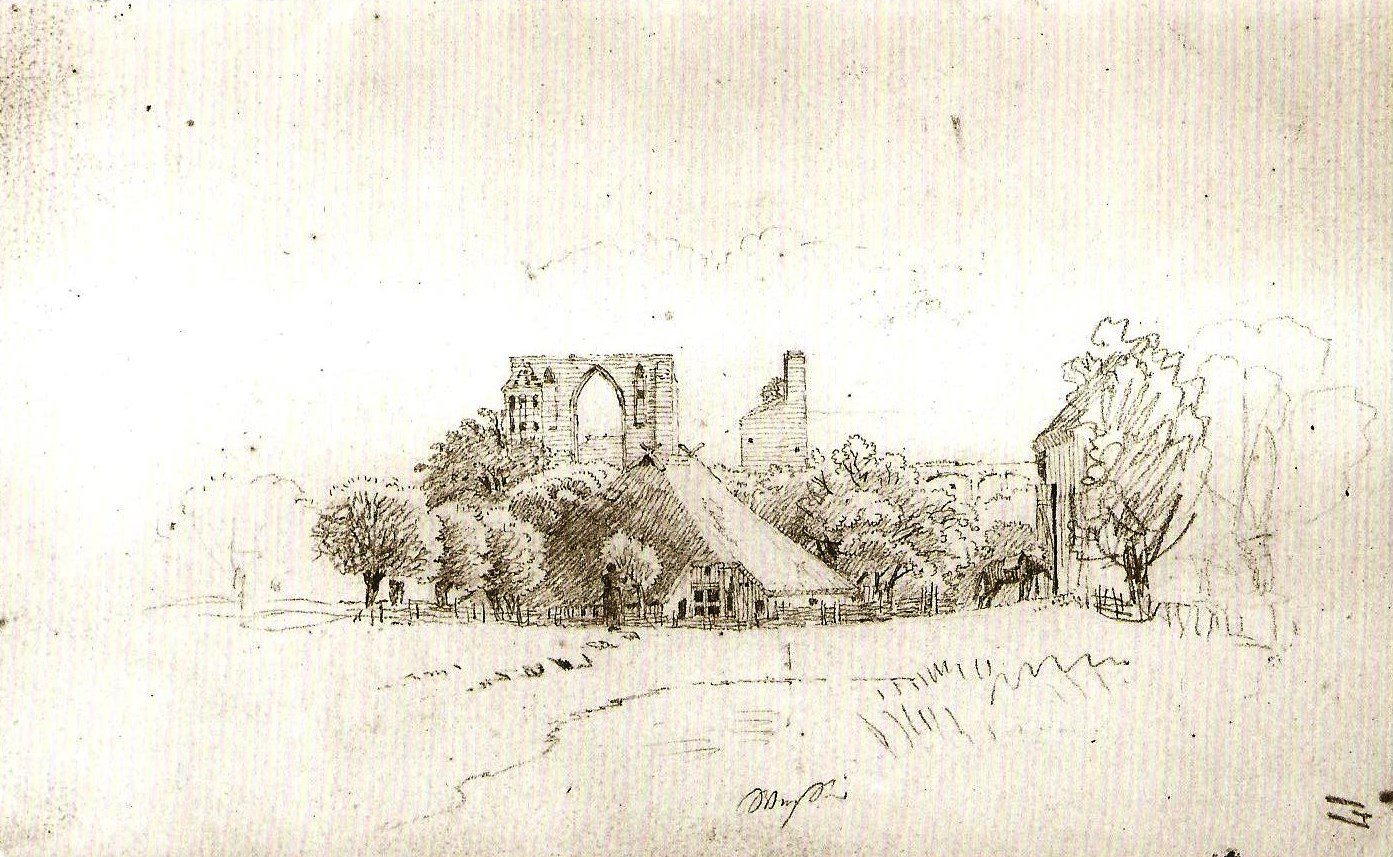
Caspar David Friedrich: Ruine Eldena mit Bauernhaus, um 1815

## Provenienz
Das Gemälde befand sich im Besitz von Friedrichs Bruder Adolf und um 1900 in der Sammlung dessen Enkels, des Greifswalder Kaufmanns Adolf Langguth und Inhaber der Friedrichschen Seifensiederei, später im Besitz des Chemikers Wilhelm Levien, Teilhaber der Friedrichschen Seifensiederei. 1934 wurde das Bild vom Städtischen Museum Greifswald erworben und befindet sich seit 2001 im Pommerschen Landesmuseum Greifswald.

## Einordnung in das Gesamtwerk
Das Gemälde gehört zu einer Gruppe später Gebirgsbilder, die zwischen 1830 und 1835 entstanden sind. Durch die Verbindung der Ruine Eldena in Greifswald und einer schlesischen Gebirgsgegend wird das Bild als spektakulär wahrgenommen. Allerdings ist das Zusammenbringen von norddeutschem Motiv und Gebirgen in Friedrichs Werk kein singuläres Ereignis.  Das als Kompilation angesehene Architekturcapriccio von Fischerhütte und gotischem Chor hat in Friedrichs Erinnerung durchaus eine Entsprechung in der Natur. Bis zum Abriss im Jahr 1828 stand an der zugemauerten Chor-Innenseite der Greifswalder Ruine Eldena ein Tagelöhnerhaus, das diesen Stimmungswert des Gemäldes vorgab, wie das Aquarell Die Abtei Eldena bei Greifswald (1836), das Gemälde Ruine Eldena (1825) und die Sepia Westfassade der Ruine Eldena mit Backhaus und Scheune  (um 1837) dokumentieren. Das eigentliche Thema der Ruine im Riesengebirge hat mit der Studie aus dem Jahr 1815 einen längeren zeitlichen Vorlauf. Der Einbau von Wohnhäusern und bäuerlichen Wirtschaftsgebäuden in Ruinen von Klöstern und Stadtbefestigungen war im 18. Jahrhundert üblich. Friedrich schien die ästhetische Wirkung des baulichen Kontrastes nicht nur in Greifswald zu interessieren. So zeigt die Sepia Landschaft mit Ruine (um 1835) den Zingel des Friedländer Tores in Neubrandenburg mit einer eingebauten Hütte.

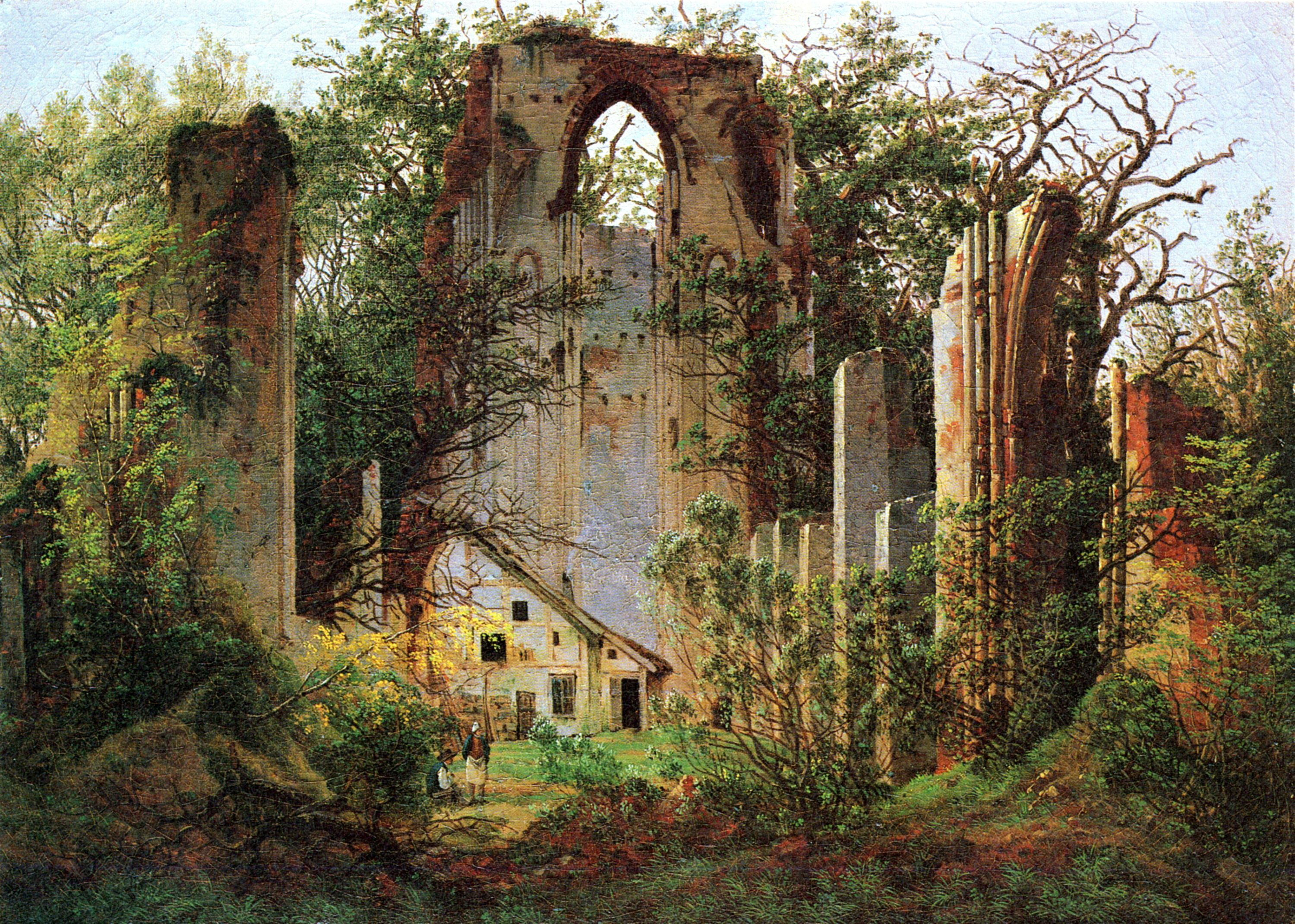
Caspar David Friedrich: Klosterruine Eldena, 1825
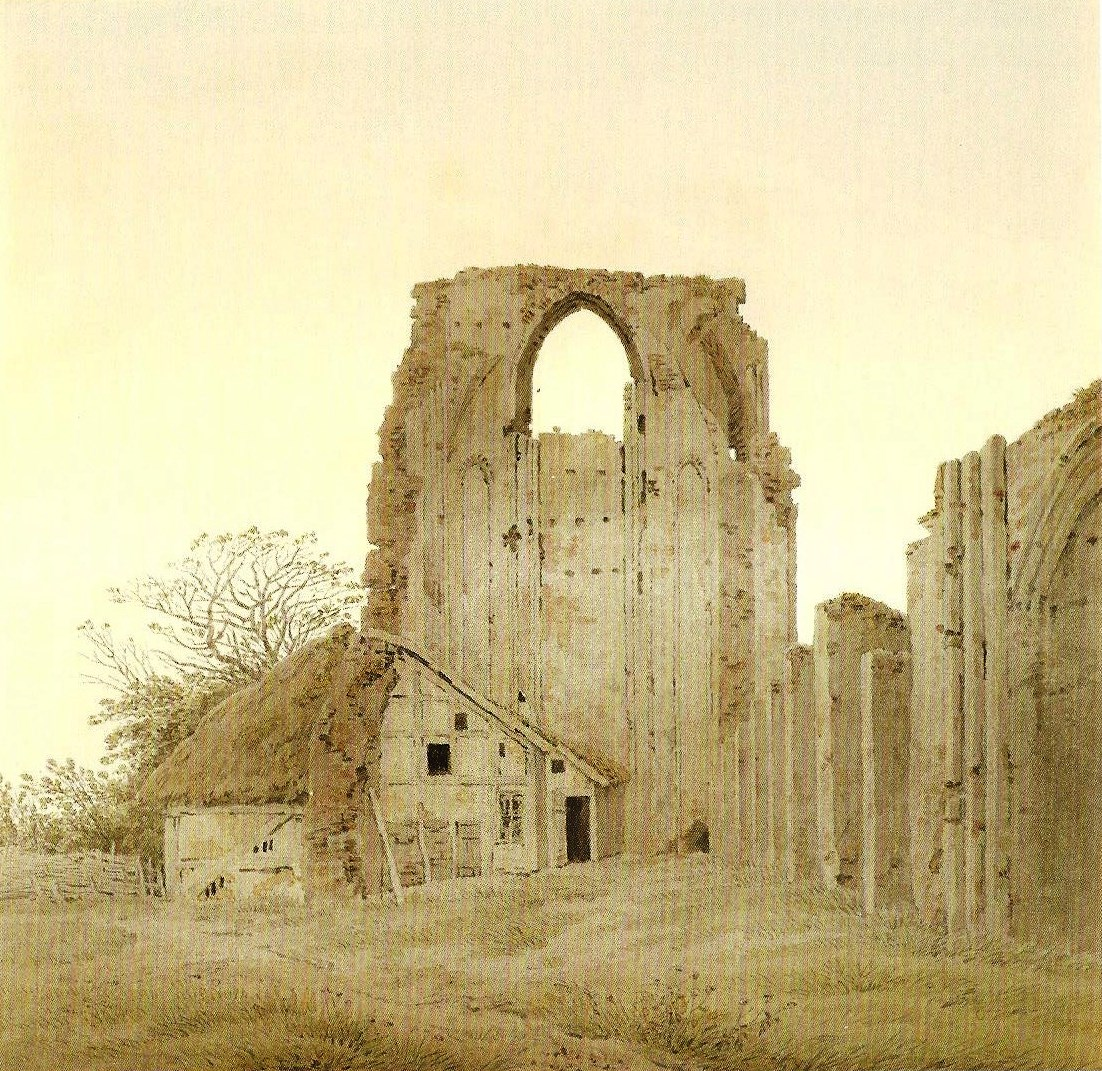
Caspar David Friedrich: Die Abtei Eldena bei Greifswald, 1836
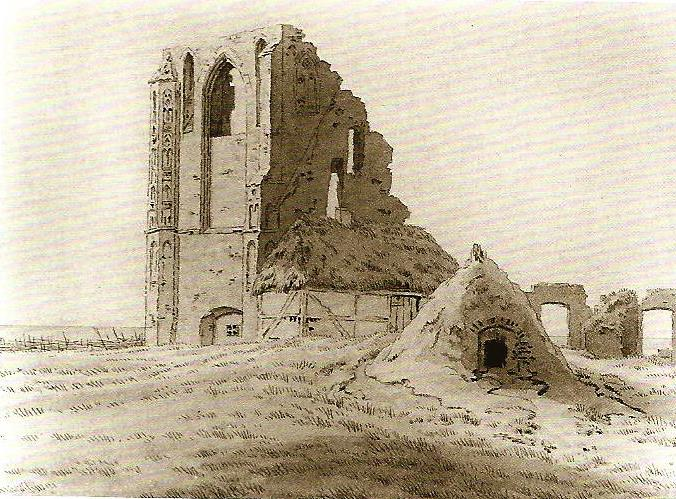
Caspar David Friedrich: Westfassade der Ruine Eldena mit Backhaus und Scheune, um 1837
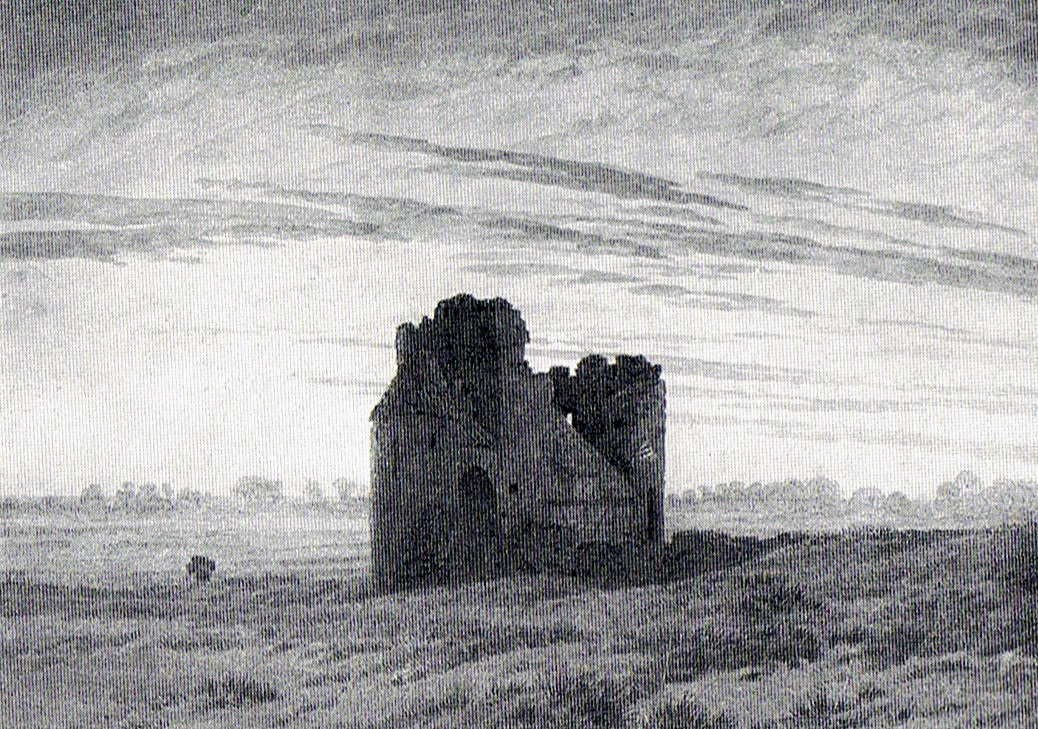
Caspar David Friedrich: Landschaft mit Ruine, um 1835